# Baking Bad
Baking Bad é o terceiro episódio da décima terceira temporada da série de televisão norte-americana Family Guy, sendo exibido originalmente na noite de 19 de outubro de 2014 pela Fox Broadcasting Company (FOX) nos Estados Unidos. No episódio,  Peter e Lois abrem uma loja de biscoitos, e Peter descobre uma nova e estranha maneira de atrair clientes para sua loja.

## Enredo
Após um terremoto no Haiti, Lois organiza uma coleta de sangue. Peter estava relutante em dar sangue até que ele percebe que ao fazê-lo ele iria receber os biscoitos que Lois tinha feito usando uma das receitas de sua avó. Depois de Lois convencer Pedro a doar sangue, onde ele nem sequer sentiu a agulha durante o processo, Peter prova o biscoito, tanto que ele a encoraja a abrir uma loja de biscoitos juntos. Eles vão ao banco para obter um empréstimo, seus biscoitos conquistar o gerente do banco, o Monstro dos Biscoitos, que dá ao bancário a aprovação para deixar Peter e Lois abrirem uma loja. Depois de adquirir uma loja que eles chamam de "biscoitos da esposa de Peter," eles acham que o negócio não é tão firme quanto esperavam.
Enquanto isso, Stewie tem problemas para dormir quando Lois não está por perto para lhe contar uma história para dormir, e nem mesmo o Sandman pode levá-lo a dormir. Para remediar esta situação, Brian lhe dá um remédio para tosse para que o álcool ajude-o. No entanto, Stewie fica bêbado e abusa do remédio, começando a agir de forma ridícula.
Enquanto o negócio não está indo bem, Quagmire aconselha Peter que "venda sexo", então Peter transforma a loja em um clube de strip-tease. Lois sai do comando da loja após um tempo.
Stewie fica embriagado e causa um acidente, ferindo outra criança. No dia seguinte, ele chega em casa para encontrar Brian, e seus brinquedos organizaram uma intervenção depois que ele quase matou um outro garoto. Após cuidar de Stewie, Brian tem que quebrar uma masturbação que ocupou Chris, porque todos os seus amigos estavam sentados em um círculo.
Uma Peter apologético chega em casa e admite que estava errado. Ele também traz Lois um biscoito personalizado também. Peter sugere que eles não comam o biscoito. Tom Tucker anuncia que o sangue que Lois doou foi queimado e a loja de biscoitos foi vendida por causa de Peter.  . A cena final mostra o Monstro dos Biscoitos na loja de bolinhos mordendo os seios de biscoito.

## Produção
O episódio foi escrito por Mark Hentemann e dirigido por Jerry Langford. Conta com três estrelas convidadas: Connie Britton, Carl Lumbly e Ana Ortiz. Em uma cena, Peter come o cabelo de Connie Britton, que se exprime. Steve Callaghan, produtor executivo da série, disse à Entertainment Weekly: "Especialmente se você viu em Friday Night Lights, seu cabelo parece tão gostoso, você quer dar uma mordida."

## Recepção

### Audiência
O episódio foi visto em sua exibição original por 4,74 milhões de telespectadores, e recebeu uma quota de 2,5/6 na demográfica 18-49. Foi o quinto show mais visto da FOX naquela noite, perdendo para NFL Overrun, The OT, Treehouse of Horror XXV(episódio de The Simpsons) e Brooklyn Nine-Nine.

### Crítica
Katrina Tulloch, da Entertainment Weekly escreveu que "embora o episódio não possua referências à Breaking Bad, ainda é uma meia hora de televisão decente. Apesar da atuação de Stewie ter insultado Lil Wayne, o episódio precisava de mais participações especiais de celebridades, e não apenas Connie Britton.